# Ruta Estatal de California 201
La Ruta Estatal de California 201, y abreviada SR 201 (en inglés: California State Route 201) es una carretera estatal estadounidense ubicada en el estado de California. La carretera inicia en el Oeste desde la SR 99     en Kingsburg en sentido Este hasta finalizar en la SR 245     en Elderwood. La carretera tiene una longitud de 40,7 km (25.30 mi).

## Mantenimiento
Al igual que las autopistas interestatales, y las rutas federales y el resto de carreteras estatales, la Ruta Estatal de California 201 es administrada y mantenida por el Departamento de Transporte de California por sus siglas en inglés Caltrans.